# Echinopsis famatimensis
Echinopsis famatimensis är en kaktusväxtart som först beskrevs av Carlos Luis Spegazzini, och fick sitt nu gällande namn av Erich Werdermann. Echinopsis famatimensis ingår i släktet Echinopsis och familjen kaktusväxter. Inga underarter finns listade i Catalogue of Life.

## Bildgalleri

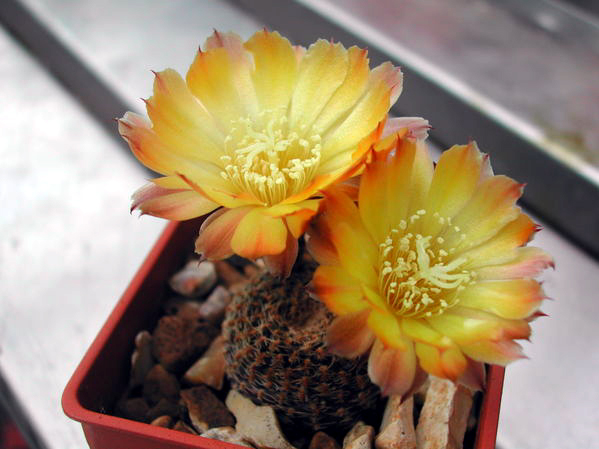
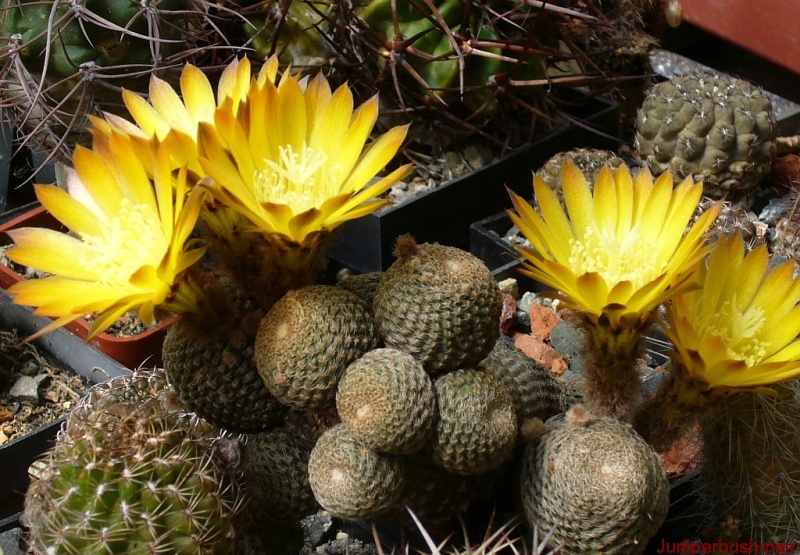
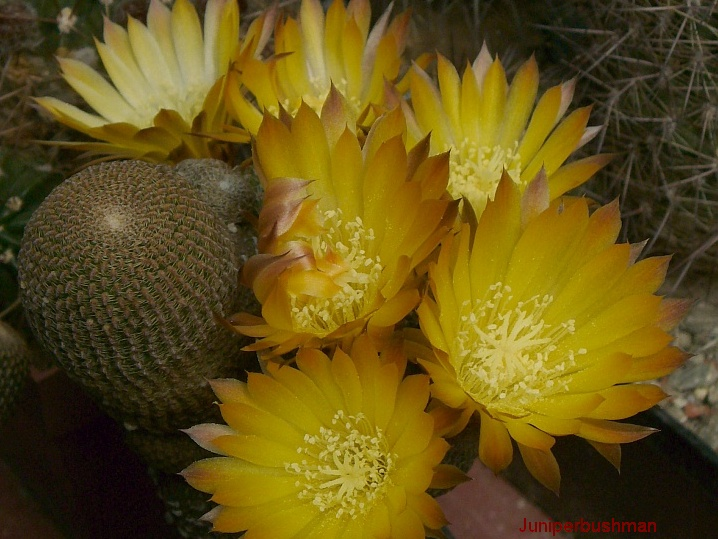